# Аграновский, Абрам Давидович

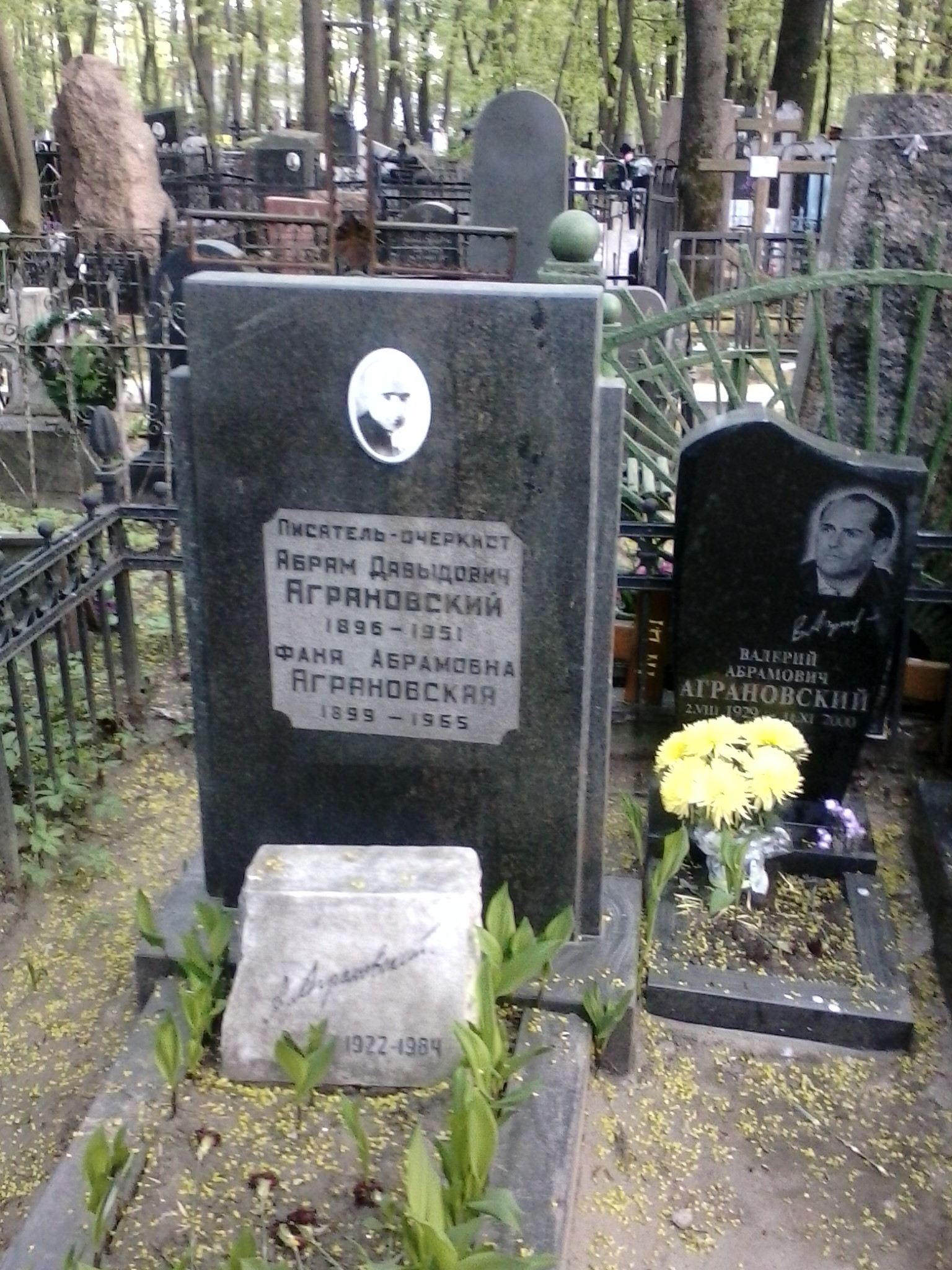
Могила Аграновского на Введенском кладбище Москвы.

Абрам Давидович Аграновский (1896, Мена, Сосницкий уезд, Черниговская губерния — 1951) — советский журналист и писатель.

## Биография
Медик по профессии. Участник Первой мировой и Гражданской войны на стороне красных. Работал в газетах «Коммунист», «Правда» и «Известия».
С 1937 по 1941 год — под арестом, работал медиком в Норильлаге (о встрече с ним в Норильске в 1939 году имеется упоминание в мемуарах Иосифа Бергера). Реабилитирован. С 1937 года в лагерях была также его жена Фаня Абрамовна Аграновская.
После освобождения работал в газете «Красноярский рабочий», затем в журнале «Огонёк» в Москве.
Член ВКП(б), член Союза писателей СССР.
Умер в 1951 году. Похоронен на Введенском кладбище (5 уч.).

## Семья
- Жена — Фаня Абрамовна Аграновская (1899—1965), тоже родом из Мены, была арестована 17 июля 1937 года и осуждена как член семьи изменника Родины и провела восемь лет в Карлаге[4]. 
  - Сыновья — публицист и журналист Анатолий Аграновский; писатель и журналист Валерий Аграновский.
- Племянник (сын сестры, Гиси Давидовны Этерман, 1887—1961) — писатель Израиль Ефимович (Хаимович) Этерман (1921—2006), юрист, прокурор, коллекционер и исполнитель блатных песен[5].

## Произведения
- Дымовщина. Записки журналиста. — Харьков, 1925.
- В фургоне по местечкам. Рассказы. М.: Гудок, 1927.
- Через брюкву… к социализму. Очерки. — М.: Московский рабочий, 1929.
- Коммуна, совхоз, комбинат. Сборник фельетонов о социалистической реконструкции деревни. — М.: Сельхозгиз, 1930.
- О шоколаде. Бытовые очерки. — М., 1930.
- От Столбцов до Бухары. Фельетоны. — М.-Л.: Госиздат, 1930.
- Люди побед. Очерки. — М.-Л., 1932.
- Вчерашний бедняк Амелькин. Рассказы и стихи. Хабаровск, 1933.
- Говорят колхозники опытники. Очерки. — Новосибирск, 1934.
- За победу! Красноярск, 1945.
- Простые рассказы о колхозе Красный пахарь. — Красноярск, 1945.
- Посторонись, засуха! Очерк. — Воронеж, 1949.
- По старым русским слободам. — М.: Сельхозгиз, 1950.
- Очерки разных лет. — М.: Советский писатель, 1960

### Книжные публикации
- Попов, Коминт Флегонтович. Нежелтеющие страницы : два века одной газеты / Коминт Попов. — Красноярск : Редакция газеты «Красноярский рабочий», 2007. — 206, [1] с.
- Литераторы Норильска : библиографический справочник / [редкол.: Т. Н. Гришаева и др. ; сост. Н. В. Рязанцева и др.]. — Норильск : АПЕКС, 2009. — 159 с.
- Аграновский, Валерий Абрамович. Последний долг : Жизнь и судьба журналистской династии Аграновских с прологом и эпилогом. В воспоминаниях, свидетельствах, письмах с коммент., документах, фотографиях. 1937—1953 / Валерий Абрамович Аграновский. — Москва : ACADEMIA, 1994. — 336 с.
- Писатели Енисейской губернии и Красноярского края : справочник / Гос. универ. науч. б-ка Краснояр. края. — Красноярск : РАСТР, 2015. — 312, [7] с.
- О времени, о Норильске, о себе… : воспоминания / редактор-составитель Г. И. Касабова. — М. : ПолиМЕдиа, 2001 — . Кн. 15. — Москва : Первая Образцовая типография, 2019. — 430 с.
- О времени, о Норильске, о себе… : воспоминания / редактор-составитель Г. И. Касабова. — М. : Первая Образцовая типография, 2001 — . Кн. 14. — Москва : Первая Образцовая типография, 2018. — 598 с.
- Писатели Енисейской губернии и Красноярского края : справочник / Гос. универ. науч. б-ка Краснояр. края. — Красноярск : РАСТР, 2015 (ГУНБ, 2020).

### В периодике
- Попов, Коминт Флегонтович. Журналистская династия Аграновских : [Красноярский край] / Коминт Попов. // Красноярский рабочий. — Красноярск, 2004. — 23 декабря № 192/193. — С. 7
- Армеев, Руслан. «Новые бои под Вязьмой» / Р. Армеев. // Журналист. — 2013. — № 6. — С. 89
- Ненина, Александра. «Лишь бы дышать газетным воздухом» / Александра Ненина. // Новый Енисей. — Красноярск, 2006. — 12 мая № 18. — С. 7
- Глебов, Юрий. Свидетель эпохи К 125-летию журналиста А. Д. Аграновского / Юрий Глебов. // Этно-Мир на Енисее. Семья народов Красноярского края : альманах. — Красноярск : Редакция альманаха «Этно-Мир», 2021. — № 24. — С. 84-87
- Бурлаку, Сергей. Пароль: Аграновский : [о журналисте Абраме Давидовиче Аграновском (Красноярск)] / Сергей Бурлаку // Наш Красноярский край : краевая государственная газета : гордимся прошлым, строим будущее. — Красноярск : Редакция газеты «Наш Красноярский край», 2022. — № 31(6 мая). — С. 26-27